# رشدسنج

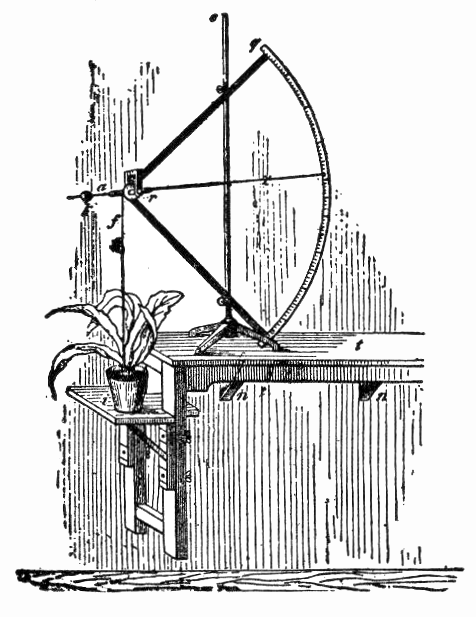
قوس رشدسنج

رشدسنج (انگلیسی: Auxanometer)، (auxain= "رشد کردن" + metron= "اندازه‌گیری") دستگاهی برای اندازه‌گیری افزایش رشد در گیاهان است. در مورد یک قوس رشدسنج (تصویر را ببینید)، یک بند نازک به راس گیاه در یک انتها و یک وزنه مرده در طرف دیگر با یک اشاره‌گر در برابر مقیاس قوس وجود دارد. در برخی از اشکال از روی قرقره‌ای عبور می‌کند که یک اشاره‌گر به آن متصل است. هنگامی که ارتفاع گیاه افزایش می‌یابد، قرقره می‌چرخد و نشانگر در مقیاس دایره‌ای حرکت می‌کند تا مستقیماً بزرگی رشد را نشان دهد. «نرخ رشد» اندازه‌گیری مشتق شده‌ای است که از تقسیم طول رشد اندازه‌گیری شده توسط رشدسنج بر زمان اندازه‌گیری مذکور به‌دست می‌آید. به آن نشانگر قوس نیز می‌گویند. این نوع ساده رشدسنج با حسگرهای چرخشی در نقطه تکیه‌گاه متصل به دیتالاگر با یک پرتو متعادل‌کننده متصل به نوک در حال رشد راس گیاه جایگزین شده‌اند.
رشدسنج‌های حساس امکان اندازه‌گیری رشد را به کوچکی یک میکرومتر می‌دهند که امکان اندازه‌گیری رشد را در پاسخ به تغییرات کوتاه‌مدت در ترکیب اتمسفر فراهم می‌کند. رشدسنج‌ها در آزمایشگاه، شرایط میدانی و کلاس درس استفاده می‌شوند.